# Paraminabea cosmarioides
Paraminabea cosmarioides is een zachte koraalsoort uit de familie Alcyoniidae. De koraalsoort komt uit het geslacht Paraminabea. Paraminabea cosmarioides werd in 1992 voor het eerst wetenschappelijk beschreven door Williams. 